# Girolamo Mei
Girolamo Mei (Florència, 27 de maig de 1519 - Roma, entre maig i juliol de 1594) va ser un historiador i escriptor italià, famós per haver participat en les activitats de la "Camerata Florentina", amb aportacions basades en les seves investigacions sobre el cant i la música en l'antiga Grècia.

## Biografia
Va tenir formació de filòleg i filòsof, però sobretot és recordat pels seus treballs de musicologia.
Amic de Piero Vettori va col·laborar amb aquest i amb Bartolomeo Barbadori a fer la primera edició moderna (1545) de l'Electra d'Eurípides (413 aC) i a l'actualització filològica de les obres d'altres autors com, Èsquil, Tucídides, Claudi Ptolemeu i Apol·loni Rodi.
Va col·laborar amb organismes governatius i culturals del règim del Duc Cosme I de Mèdici, com a membre dels "Duodoci buonuomini" i de l'Academia Florentina, però va mantenir una mala relació amb el Duc, i va arribar a ser desterrat fora de Florència els anys 1547 i 1548.
A partir de 1545 va dedicar part del seu temps a l'estudi de la música i va ser el primer europeu després de Boeci a fer estudis teòrics sobre la música de l'antiga Grècia. Entre 1568 i 1573 va escriure el tractat: "De modis musicis antiquorum", on d'alguna forma contradeia les anteriors teories renaixentistes que pensaven que en les tragèdies gregues només hi havia la part cantada del cor. Mei va investigar de forma profunda a partir de la traducció de moltes obres d'autors grecs, i va descobrir que els actors també cantaven en determinats moments i que per tant la tragèdia grega es podia considerar com una obra cantada. Les teories de Mei van influir en la resta de membres de la Camerata, especialment en Vincenzo Galilei amb el que va mantenir una important relació epistolar, i van ser determinants en la formació del nou estil musical que es desenvolupà a Florència a finals del segle XVI
Va morir a Roma i en el seu testament va deixar com a hereva a Cassandra Ridolfi, filla del banquer Giovanni Francesco Ridolfi
L'any 1602 va ser editat a Venècia el seu treball: "Discorso sopra la musica antica et moderna".